# フランキスモ
フランキスモ（スペイン語: Franquismo）は、スペインの独裁者フランシスコ・フランコによる統治様式。ファシズムやナチズムに類似しているが、若干の相違点もある。

## 概要
スペイン内戦が1939年に終結し、右派反乱軍が勝利した。フランシスコ・フランコはこの時に新ファランヘ党を結成し、これによってフランキスモが始まった。第二次世界大戦終結後もフランコは権力を維持し、フリーメイソンの排除を行った他、同性愛、売買春、ペドフィリアは犯罪とされた。検閲が敷かれ、言論の自由は封じられた。共産主義者や社会主義者は容赦無く逮捕され、処刑された。1953年には米軍の駐留を認め、実質的に親米路線へと舵を切った。国際的な孤立を深めながらも1959年には経済発展を成し遂げ、「スペインの奇跡」と呼ばれた。この頃にテクノクラートの影響力が強まった。フランコの晩年になると、西サハラを巡る紛争は、スペイン側に不利な状況となり始めた。更にバスク人の民族主義集団ETAによるテロ事件も連発する様になり、嘗ての勢いは衰え下火になって行った。
以下はフランキスモの主な特徴。
- 反自由主義
- 全体主義
- 独裁政治
- 軍事政権
- 権威主義
- スペイン・ナショナリズム  フランコ政権下に於いて、ガリシア人やバスク人、カタルーニャ人は抑圧された。
- 反共主義
- 中央集権主義
- ナショナルカトリシスモ  (Nacionalcatolicismo)
- 反ユダヤ主義

## ファシズムやナチズムとの違い
アドルフ・ヒトラーは自らを神格化して、言いなりになる一部の教派、例えば「積極的キリスト教」「ドイツ的キリスト者」などを例外としてその他のキリスト教（特にカトリック）を迫害したが、彼とは異なりフランコはカトリック教会を全面的に擁護し、その他の宗教を認めなかった。この種の体制は教権的ファシズムと呼ばれる。因みにオプス・デイもフランコ政権下の1941年に発足している。又、ファシズムがサンディカリスムをその土台としているのに対し、フランコは左翼思想に関心を示さなかった。歴史観についても自らの政権に好都合な要素のみを強調したヒトラーやムッソリーニとは異なり、フランコは専ら伝統、復古、反動主義を突き進んだ。1947年に「王位継承法」を制定し、スペインは法定上は王国となった。しかしイタリアでは成功した立憲君主制の擁立に、フランコ政権は失敗した。1950年代のスペインの映画は「ヌエボ・シネ・エスパニョール」と呼ばれて高く評価されていたが、フランコ総統の死後にはポルノなどの内容に乏しい作品が作られる様になった。独裁政権の終焉によって解放されたドイツやイタリアとは異なってスペインでは映画の質が落ちるという結果を招いた。